# Erasmismo

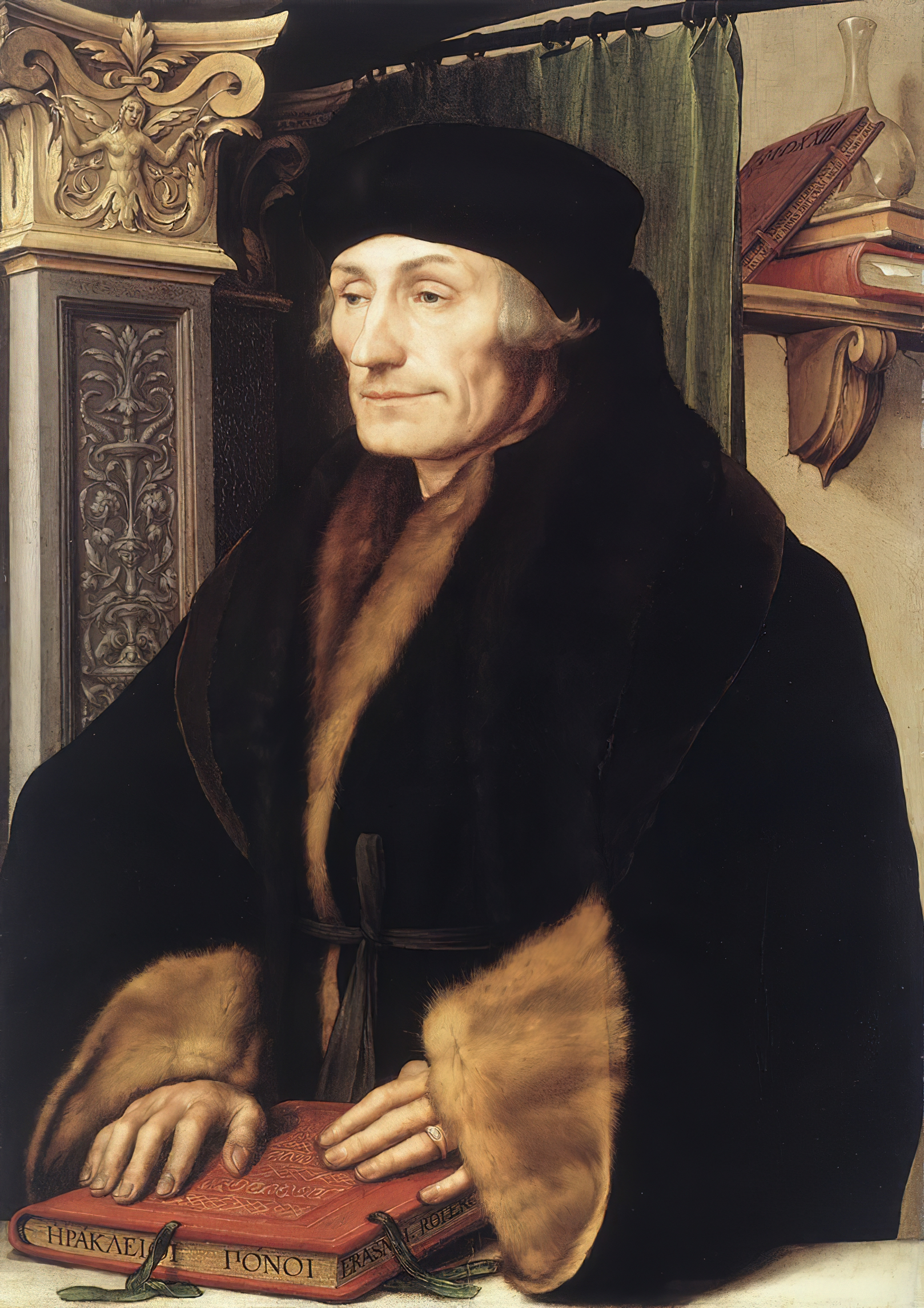
Erasmo da Rotterdam

L'erasmismo era una corrente dell'umanesimo cristiano, basata sulle idee dell'olandese Erasmo da Rotterdam (1466-1536).

## Ideologia
Dal punto di vista ideologico l'erasmismo propugnava un compromesso tra il protestantesimo e il papato, criticava la corruzione del clero, specialmente del clero regolare, e gli aspetti esteriori della religiosità cattolica (culto dei santi, reliquie, etc.) a favore di una religiosità interiore e spirituale, ispirata alla Devotio moderna. D'altra parte, mediante l'irenismo o pacifismo, si dichiarava contro le guerre, soprattutto contro le guerre di religione, e mediante il paolismo voleva reinterpretare la teologia contenuta nella Lettere di san Paolo in un sistema più flessibile.
L'idea che maggiormente faceva presa sugli umanisti era la visione fiduciosa del valore dell'uomo e della sua capacità di trovare nel proprio intimo la forza per elevarsi a Dio.

## Diffusione
Appoggiato dall'imperatore Carlo V, l'erasmismo si diffuse in tutta l'Europa. Notevole impulso all'introduzione della corrente in Spagna fu la traduzione dei libri di Erasmo in castigliano, negli anni 1516-1517; Diego López de Cortegana realizzò la prima traduzione, la Querela Pacis.
Il successo fu notevole presso gli alumbrados, intellettuali e umanisti, senza diffondersi però tra le masse. Si organizzò anche un gruppo presso l'imperatore Carlo V, formato da Juan de Valdés e soprattutto da Alfonso de Valdés. Grazie a ciò l'erasmismo poté superare l'accusa di eresia nel 1527, quando Carlo V, pressato dalla Inquisizione, convocò una giunta di teologi a Valladolid, la conferenza di Valladolid, per discutere sulle idee erasminiane, considerate poi libere da ogni eresia. Tuttavia dopo la morte di Erasmo nel 1536, in Spagna vennero proibite la diffusione di queste idee e, alla morte dell'arcivescovo Manrique, due anni dopo, l'influenza di Erasmo iniziò subito a decadere.

## Seguaci
Erasmo aveva numerosi seguaci in Europa, come san Tommaso Moro o Guillaume Budé, e specialmente in Spagna dove venne tradotta la prima opera nel 1516. Protetto dall'imperatore Carlo V, le sue idee si radicarono nei settori sociali più scontenti della religiosità tradizionale. Erasmo era ammirato da umanisti conversi come l'ellenista Juan de Vergara o come gli hermanos Alfonso e Juan de Valdés. Fu molto amico dell'umanista valenciano, di origine giudea, Juan Luis Vives, ed esercitò una forte influenza su scrittori come François Rabelais, Pero Mexía, Andrés Laguna o Miguel de Cervantes, in quest'ultimo attraverso il maestro López de Hoyos.